# Shmuel Winograd
Pour les articles homonymes, voir Winograd.
Shmuel Winograd (né le 4 janvier 1936 à Tel-Aviv et mort le 25 mars 2019) est un informaticien théorique et mathématicien connu pour ses travaux sur les calculs arithmétiques rapides, et en particulier pour l'algorithme de calcul matriciel de Coppersmith-Winograd. 
Winograd a étudié le génie électrique au Massachusetts Institute of Technology, dont il est diplômé ingénieur en 1959. Il passe son Ph.D. au Courant Institute of Mathematical Sciences en 1968. De 1970 à 1974 puis de 1980 à 1994, Winograd était le directeur du département de mathématiques chez IBM. Il est aussi membre associé de la National Academy of Sciences des États-Unis.
Le nombre d'Erdős de Winograd est 2.

## Article lié
- Complexité de la multiplication de matrices